# آب‌انبار پامنار
آب‌انبار پامنار مربوط به اواخر دوره قاجار است و در کاشان، خیابان ملا حبیب‌الله شریف واقع شده و این اثر در تاریخ ۵ آذر ۱۳۸۰ با شمارهٔ ثبت ۴۲۵۸ به‌عنوان یکی از آثار ملی ایران به ثبت رسیده است.